# Rosa Maria Morató i Rodríguez
Rosa Maria Morató i Rodríguez   (Navarcles, 19 de juny de 1979) és una ex-atleta catalana, especialista en fons i en cros, i una de les pioneres en els 3.000 m obstacles. Va participar en els Jocs Olímpics d'Estiu de 2008 en la disciplina de 3.000 metres obstacles. Ha format part de la Joventut Atlètica Sabadell (1995-2002), el Futbol Club Barcelona (2002-06), i València Terra i Mar.
Ha estat campiona de Catalunya de 1.500 m (1999-02, 2006, 2007, 2008, 2010) i de cros (2005, 2006, 2007, 2009, 2010). En els Campionats d’Espanya aconseguí sis títols en 3.000 m obstacles (2003, 2005-10) i cinc en cros (2005, 2007-10).